# ميكيل ألونسو
ميكيل ألونسو (بالإسبانية: Mikel Alonso) (مواليد 16 مايو 1980 في تولوسا - إسبانيا) لاعب كرة قدم إسباني يلعب حاليا لصالح نادي الدرجة الأولى تينيريفي الإسباني منذ 2009 في مركز الوسط المدافع . .

## روابط خارجية
- ميكيل ألونسو على موقع قاعدة بيانات كرة القدم.إي يو (الإنجليزية)
- ميكيل ألونسو على موقع Soccerbase.com (لاعب) (الإنجليزية)
- ميكيل ألونسو على موقع Soccerway.com (الإنجليزية)
- ميكيل ألونسو على موقع عالم كرة القدم.نت (الإنجليزية)
- ميكيل ألونسو على موقع كووورة